# Чуждите стъпки
„Чуждите стъпки“ е български игрален филм от 2001 година на режисьора Владимир Люцканов, по сценарий на Алек Попов.

## Актьорски състав
Роли във филма изпълняват актьорите:
- Антоанета Добрева-Нети
- Златина Тодева
- Крикор Азарян